# Métro léger de Düsseldorf
Le métro léger (ou Stadtbahn) de Düsseldorf est un réseau de métros légers géré par la Rheinbahn (de). Il dessert principalement le centre-ville de Düsseldorf mais permet également de joindre des villes comme Neuss, Duisbourg ou Krefeld. Le réseau s'apparente à un réseau de tramways à l'extérieur de la ville mais une partie des voies est souterraine entre le quartier de la vieille ville (Altstadt) et la gare centrale de Düsseldorf (Düsseldorf Hauptbahnhof ou Düsseldorf Hbf).

## Historique
La construction du métro de Düsseldorf est une histoire qui dure depuis les années 1970. En 30 ans, la ville a investi plus d'un milliard d'euros dans la construction de près de 20 km de tunnel (dont 11,2 km de service) et de 11 stations souterraines.
La décision officielle de lancer les travaux de construction est prise en 1968 et, en mai 1972, la ville adhère à la régie des transports Rhein-Ruhr qui gère les transports dans la région. À cette occasion, Düsseldorf décide de prendre comme mascotte un petit blaireau qui se nomme U-Dax.
Le premier tronçon qui doit relier l'ouest et le nord de la ville au centre-ville est prévu en deux temps : de Kennedydam à Heinrich-Heine-Allee en surface puis de Heinrich-Heine-Allee jusqu'à la gare centrale dans un tunnel.
Le premier coup de pioche est donné le 24 mars 1973 et huit ans plus tard, le 3 octobre 1981, le premier tronçon de 1,6 km est ouvert au public.
La deuxième partie du tronçon comprend le percement d'un tunnel de 6,2 km entre la station Heinrich-Heine-Allee et la gare centrale en passant sous le centre-ville. Les travaux débutent en décembre 1981 et le gros œuvre est fini quatre ans plus tard en 1985. Les derniers travaux dans le tunnel et les stations sont faits en 1988. La branche nord depuis Kennedydam est ouverte le 7 mai 1988 et la branche ouest qui traverse le Rhin depuis Oberkassel est ouverte le 6 août 1988.
En novembre 1988 est lancé le projet de deuxième tronçon de métro depuis la gare centrale vers la partie est et sud-est de la ville. Les travaux commencent en août 1989 et une ligne de 1,7 km est ouverte en septembre 1993.
Le développement du réseau vers le sud-est ne s'arrête pas là. La décision de prolonger la ligne vers Oberblik en prise en janvier 1994. 207 millions d'euros sont investis pour la construction de 3,6 km de ligne dont 2,3 km de tunnel et trois nouvelles stations (Oberbilker Markt/Warschauer Straße, Ellerstraße, Oberbilk-Bf./PhilipsHalle). La ligne est ouverte le 15 juin 2002 et les premiers utilisateurs saluent l'architecture remarquable des stations.
La dernière phase des travaux vise à améliorer la desserte du Nordpark au nord de la ville et le quartier qui regroupe le champ de foire (Messe), le stade (Rheinstadion), le centre de congrès et le futur palais omnisports (Multifunktionsarena). Cette zone est déjà accessible grâce à la ligne U78 mais cette nouvelle desserte facilitera l'accès par le sud de cette zone. La nouvelle ligne d'une longueur de 2,6 km dont 1,3 km de tunnel utilise en partie les voies des lignes U78/U79 et bifurque entre les stations Reeser Platz et Nordpark/Aquazoo. Ce tronçon a été ouvert au public en septembre 2004.
Le 21 février 2016, le nouveau tronçon souterrain (Wehrhahnlinie) entre les gares de Bilk et de Wehrhahn ouvrait. Quelques lignes de tram sont remplacées par les nouvelles lignes de Stadtbahn U71, U72, U73 et U83.

## Lignes
Le réseau est composé de dix lignes :
- U70 Handelszentrum/Moskauer Straße – Krefeld (ligne express, seulement en l’heure de pointe)
- U71 Rath – Hellriegelstraße
- U72 Ratingen – Benrath Betriebshof
- U73 Gerresheim S – Universität Ost/Botanischer Garten
- U75 Neuss Hbf – Eller, Vennhauser Allee
- U76 Holthausen – Krefeld
- U77 Düsseldorf, Am Seestern – Lierenfeld Betriebshof
- U78 Düsseldorf Hbf – Düsseldorf, Arene/Messe Nord
- U79 Düsseldorf, Universität Ost/Botanischer Garten – Duisburg-Meiderich
- U83 Gerresheim Krankenhaus – Hellriegelstraße

### Projets
La ville de Düsseldorf a l'intention de construire une nouvelle ligne, la U 80, reliant le sud de la Messe avec la gare centrale et une nouvelle ligne, la U 81 reliant Neuss et Oberkassel à l’autre côte du Rhin avec l'aéroport et Ratingen.

## Mammouth
Une défense de mammouth a été découverte en août 2012 sur un chantier du métro de Düsseldorf à une profondeur de 12 m, a annoncé le département archéologique de la ville.
La défense pèse 34 kg et est longue de 1,2 m. Elle appartenait à un mammouth qui a vécu dans le nord-ouest de l'Europe il y a 10 000 à 30 000 ans.